# Kongói Metodista Egyház
A Kongói Metodista Egyház az egyik legnagyobb felekezet Kongóban. Négy püspöki kerület alkotja, összesen több mint 1,2 millió taggal, 1500 gyülekezettel és 1000 lelkésszel. Az egyház számos általános és középiskolát tart fenn, három egyetemet működtet, emellett mintegy 200 egészségügyi központot és három kórházat üzemeltet. Az aktívan működő gyülekezetek számos projektet indítottak azért, hogy a lakosság felemelkedését támogassák (pl. mezőgazdasági programok, munkahelyteremtési projektek).